# Giuseppe Morandi

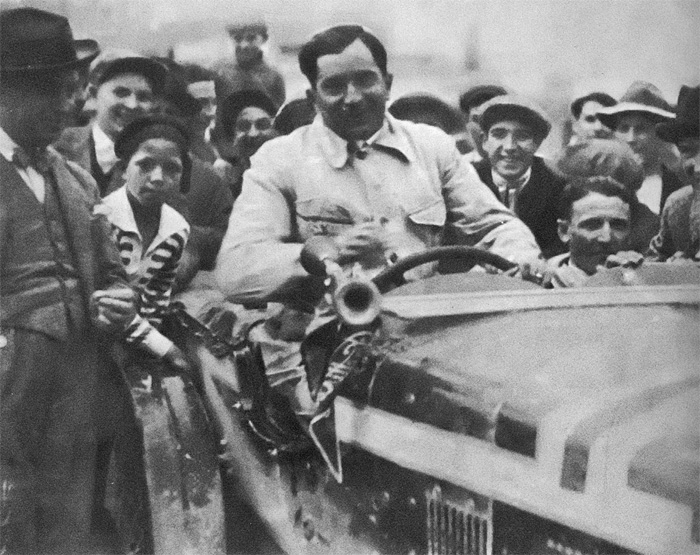
Giuseppe Morandi (rechts) mit Ferdinando Minoia nach ihrem Gesamtsieg bei der Mille Miglia 1927

Giuseppe Morandi (* 10. Februar 1894 in Castiglione delle Stiviere; † 3. Oktober 1977 in Brescia) war ein italienischer Autorennfahrer.

## Karriere als Rennfahrer
Giuseppe Morandi war sein gesamtes Berufs- und Rennfahrerleben lang mit dem italienischen Kraftfahrzeughersteller Officine Meccaniche treu verbunden. 1908 begann er dort eine Lehre zum Industriemechaniker. 52 Jahre später ging er als Höherer Angestellter in den Ruhestand. Angebote anderer italienischer Autoproduzenten lehnte er genauso ab wie gut dotierte Verträge von Rennställen. Auch Enzo Ferrari konnte ihn nicht überzeugen, für seine neu gegründete Scuderia Rennen zu bestreiten.
Die Fahrerkarriere von Morandi begann Anfang der 1920er-Jahre bei kleinen Rennveranstaltungen in Oberitalien. Ein erster internationaler Erfolg gelang ihm 1926 mit dem dritten Endrang beim Großen Preis von Guipúzcoa auf dem Circuito Lasarte, hinter den Chenard-&-Walcker-Werkteams Raphaël Manso de Zuñiga/René Léonard sowie André Lagache/André Pisart. Morandi bestritt das Rennen gemeinsam mit Ferdinando Minoia, der auch beim ersten großen Erfolg seiner Karriere sein Teamkollege war, dem Sieg bei der Mille Miglia 1927. Das 1000-Meilen-Rennen von Brescia nach Rom und wieder zurück nach Brescia prägte die Karriere von Morandi. 1929 fehlten dem zweitplatzierten Duo Giuseppe Morandi/Archimede Rosa im OM Tipo 665 SMM nach einer Fahrzeit von 18:14:14 Stunden nur zehn Minuten auf die Gesamtsieger Giuseppe Campari und Giulio Ramponi im Alfa Romeo 6C 1750 SS Spider Zagato. Seine stärkste Leistung bei diesem Rennen zeigte er 1931, als er nach einer beherzten Fahrt im veralteten OM Tipo 665 SSMM gegen die starke Konkurrenz von zwölf Werks-Alfa-Romeo und dem Mercedes-Benz SSKL von Rudolf Caracciola als Dritter ins Ziel kam. 
Zwei weitere Siege machten Giuseppe Morandi zu einem der erfolgreichsten italienischen Fahrer der frühen 1930er-Jahre: 1930 und 1931 beim Giro di Sicilia, der Parallelveranstaltung zur Targa Florio auf Sizilien. Auch im Grand-Prix-Sport war er aktiv. 1927 fuhr er beim Großen Preis von Italien einen OM 8C GP und musste sich nach über drei Stunden Fahrzeit nur Robert Benoist im Delage Type 15 S 8 geschlagen geben.
Officine Meccaniche beendete nach der Mille Miglia 1932 alle Rennaktivitäten, wodurch auch Morandis Fahrerkarriere zu Ende ging. Er wechselte in die Verwaltung und Geschäftsleitung des Unternehmens und erhielt am Ende seiner langen Dienstzeit den Ordine al merito del lavoro.